# Stephanie Winslow
Stephanie Winslow (* 27. August 1956 in Yankton, South Dakota) ist eine US-amerikanische Country-Sängerin, die ihre größten Erfolge in den 1980er Jahren feierte. 

## Karriere
Zwischen 1979 und 1984 gelangen Stephanie Winslow 17 Hits in den amerikanischen Country-Charts. Ihr erster Hit war auch gleichzeitig ihr einziger Top-Ten-Erfolg: Say You Love Me (1979), ein Remake des gleichnamigen Fleetwood-Mac-Songs. Mit einem Roy-Orbison-Cover, Crying gelang ihr 1980 ein Top-15-Erfolg, weitere Country-Remakes wie Baby I'm-a Want You (1980, Original von Bread), When You Walk in the Room (1981, Jackie DeShannon) und ihre letzte Notierung von 1984, Baby, Come to Me (James Ingram und Patti Austin) folgten. Winslow nahm ihre einzigen beiden Alben, Crying (1980) und Dakota (1981) für Warner/Curb auf. 1982 wechselte sie für wenige Singles zum Label Primero. Winslow schrieb einige ihrer Songs selbst, spielte zudem Fidel und verschwand nach 1984 völlig aus den Schlagzeilen der Country-Musik. Im April 1985 berichtete das Billboard-Magazin über ihr Schauspieldebüt im Fernsehfilm Wo warst du damals, Claire? neben Lindsay Wagner und Jack Scalia. Winslow sagte im Interview auch, dass sie in Los Angeles lebe, aber ihr nächstes Album in Nashville aufnehmen wolle und einen Produzenten suche.

## Privat
Stephanie Winslow war einige Zeit mit Ray Ruff (1938–2005), dem Inhaber von Oak Records, verheiratet. Ruff, der zuvor mit der Country-Sängerin Susie Allanson verheiratet war, produzierte auch die beiden Alben von Winslow.

## Diskografie

### Alben
- 1980: Crying (Warner/Curb)
- 1981: Dakota (Warner/Curb)